# Petapa (kommunhuvudort)
Petapa är en kommunhuvudort i Guatemala.   Den ligger i departementet Guatemala, i den södra delen av landet, 16 km söder om huvudstaden Guatemala City. Petapa ligger 1 229 meter över havet och antalet invånare är 141 455.
Terrängen runt Petapa är huvudsakligen kuperad, men den allra närmaste omgivningen är platt. Petapa ligger nere i en dal. Runt Petapa är det ganska tätbefolkat, med 248 invånare per kvadratkilometer. Närmaste större samhälle är Mixco, 15,6 km norr om Petapa. I omgivningarna runt Petapa växer huvudsakligen savannskog.